# Csincsi Zoltán
Csincsi Zoltán (Esztergom, 1977. november 27. –) magyar producer, operatőr, visual supervisor.

## Speciális munkaterület
- Dramatizált kreatív dokumentumfilm, Ismeretterjesztő film, TV film
- Reklám-, imázsfilm
- TV

## Executive producer
- DVTK 100 év - dramatizált kreatív dokumentumfilm
- Magyarország Dél-Dunántúl - image film

## Co-Producer
- Szabadságunk harcosai 1956 - dramatizált dokumentumfilm sorozat
- Sárvár - image film
- HAVASI 2014. Aréna - koncertfilm
- HAVASI: Tavaszi szél - videóklip
- HAVASI: Ecset és Zongora - koncertfilm
- Hazai Turizmus (914 epizód) - ismeretterjesztő dokureality tv-sorozat
- Maja - TV film
- Gryllus Vilmos: Biciklis dalok - zenés film
- Spirit Hotel - imagefilm
- Új legenda születik - dokumentumfilm
- Ha jó víz kell, keresd a forrást - ismeretterjesztő film
- Bartók - dokumentumfilm

## Producer
- ITTHON VAGY! - turisztikai ismeretterjesztő, információs magazin
- Álom Hava - történelmi dráma
- Nino bárkája - tv film
- Szabadság tér '89 - dokumentum tv-sorozat
- Szabadság tér '56 - dokumentum tv-sorozat
- Nyúlcsapda - kisjátékfilm
- Republic: Emberlelkű földeken - videóklip
- Republic: A csend beszél tovább - videóklip
- L'art Pour L'art: Két férfi, egy nő meg egy férfi - DVD
- Zöld Tea ökomagazin - ismeretterjesztő tv-sorozat

## Vezető operatőr - Director of photography
- Trésor au cœur du volcan - dramatizált dokumentumfilm
- A rénium expedíció - dramatizált dokumentumfilm
- DVTK 100 év - dramatizált kreatív dokumentumfilm
- Leonardo - ismeretterjesztő film
- Maja - TV film
- Mesevilág - gyermekfilm sorozat
- Szabadságunk harcosai 1956 - dramatizált dokumentumfilm sorozat
- Szabadság tér '56 - dokumentum tv-sorozat
- Szabadság tér '89 - dokumentum tv-sorozat
- Gryllus Vilmos: Biciklis dalok - zenés film
- MTK 125 év - dramatizált dokumentumfilm
- Santostól Sántosig - zenés film
- Zöld Tea ökomagazin - ismeretterjesztő tv-sorozat
- ITTHON VAGY! - turisztikai ismeretterjesztő, információs tv-sorozat
- Absolute Chef - gasztro tv-sorozat
- HAVASI: Tavaszi szél - videóklip
- HAVASI: Ecset és Zongora - koncertfilm
- Faces of VietNam - ismeretterjesztő sorozat
- Kisbalaton - ismeretterjesztő film
- Tihanyi félsziget - ismeretterjesztő film
- A nők és a sport - dokumentumfilm
- Don kanyar - dokumentumfilm
- Tour de Hongrie - dokumentumfilm
- A Szent-hegy legendái - ismeretterjesztő film
- Vidrasors - dramatizált dokumentumfilm
- Határtalan szellem - riportfilm
- A színház mindig legenda - dokumentumfilm
- The Stars must be crazy - TV show, dokureality
- Friderikusz Most (2nd dop) - TV hírháttér sorozat
- Szeszélyes évszakok - kabaré tv-sorozat
- Bagi Nacsa - kabaré tv-sorozat
- Aranybulla sorozat[1]

- Reklámok, image filmek: Spirit Hotel, WestEnd, TriGránit, Suzuki, Cora, Fagor, Sofitel, Matáv, Elmű, Malév, HP, Zoltek Rt., Fornetti, Wienerberger, Richter Gedeon Nyrt, Qualysoft,

Rama, Hotel Carbona, Perfekt, Omv, Lipton, Red Bull, Rama, Pickwick, Magyarország Dél-Dunántúl imagefilm, Unilever, Sofitel Saigon, Caterpillar Hungary, Citi bank, Tesco, Szerencsejáték ZRt, Raiffeisen Bank, OMÉK 2017. ...

## Camera operator
- Pillars of the earth (daily C)
- Megasztár 1-2
- ...több száz produkció

## Díjak
- 2004, HSC Aranyszem díj, dramatizált kreatív dokumentumfilm kategória - A rénium expedíció
- 2006, HSC Aranyszem díj, közművelődési film kategória - Leonardo
- 2006, Különdíj, Saratov nemzetközi filmfesztivál - Leonardo
- 2010, HSC Aranyszem díj, dramatizált kreatív dokumentumfilm kategória - DVTK 100 év[2]
- 2010, Berlin Das Goldene Stadtor 3. díj - Spirit Hotel image film
- 2010, Brasil Tourfilm festival Silver macaw - Spirit Hotel image film
- 2011, Grand Prize, Veliki Novgorod Kitovras Health and Ecotourism kategória - Spirit Hotel image film
- 2013, Zöld Toll díj, Vidékfejlesztési Minisztérium - Zöld Tea televíziós ökomagazin[3][4]
- 2013, EFFIE bronz, Élelmiszer kategória - RAMA Baking reklám (operatőr)
- 2017, Grand Prize, Indonesia Festival for Spirituality, Religion and Visionary - Álom Hava  (The Month of Dreams)
- 2020, A szemle nagydíja, Magyar Speciális Független Filmszemle Budapest - Független-, professzionális filmes kategória - Nino bárkája Tv film
- 2020, Méltóság díj, Magyar Speciális Független Filmszemle Budapest, ELTE-GyFA Bárczy Díjak - Nino bárkája Tv film

## Egyéb tevékenységek, munkakörök
- 2011-2014.: Parlament TV Produkciós igazgató, vezető operatőr[5]
- 2011-től a SpiritOne kreatív ügynökség alapítója, társtulajdonosa, kreatív alkotó
- 2011-től a Goafilm – camera and lighting rental társtulajdonosa
- 2010: Sony Broadcast meghívott előadó Frei Tamással
- 2008-tól a Lümiere Kft. (Magyarország) és Lumiere Film & Tv (Belgique, France) márkanév alapítója, producer, produkciós vezető, head of productions
- 2006-tól számos image katalógus, webkatalógus fotózása
- 1998-2001: Dobó Katalin Gimnázium Esztergom - mozgóképgyártó ismeretek oktatása
- 1998-2001: Film és televíziós operatőr tanár a budapesti Théba Színiakadémián
- 1999: Komárom-Esztergom megye I. Fényszimpózium társ-főszervezője
- 1997: Első filmgyártó vállalkozás megalapítása Angel’s Film néven